# Tegner
 For alternative betydninger, se Tegner (flertydig). (Se også artikler, som begynder med Tegner)
Tegner er en betegnelse for en person, der fremstiller tegninger. Betegnelsen bruges både om dem, der laver tegninger af kunstnerisk karakter, og dem, der laver tegninger af mere industriel karakter.

## Kunst

### Tegnere i kunstens verden
Fremstillingen af tegninger i kunstnerisk sammenhæng kendes tilbage til menneskehedens allertidligste tider i form af hulemalerier rundt om i verden. Med papirets fremkomst i det 15. århundrede i Europa begyndte kunstnerne at interessere sig for tegninger, enten som selvstændige kunstværker eller som forstudier til malerier med mere. Følgende kunstnere er kendt for deres tegninger:
- Leonardo da Vinci
- Albrecht Dürer
- Michelangelo
- Rembrandt
- Francisco Goya
- Paul Cézanne
- Edgar Degas
- Vincent van Gogh
- Pablo Picasso
- Paul Klee

### Tegnere somillustratorer
Tegninger er længe blevet brugt som illustrationer i bøger, ikke mindst i den kristne tradition. De var oftest farvelagt og efter bogtrykningens indførelse også trykt. I slutningen af det 19. århundrede blev det almindeligt at illustrere aviser, bøger og blade med tegninger, og ud over reportageagtige tegninger kom to nye genrer: humoristiske tegninger (herunder satiretegninger) og tegneserier. De to genrer er blevet meget populære og udbredte.

### Tegneserietegnere
Tegnerserien startede som underholdning i aviser, men er op gennem det 20. århundrede blevet til en selvstændig og betydelig genre. En del tegnere af tegneserier er efterhånden blevet sidestillet med mere etablerede tegnere. Eksempler på tegneserietegnere:
- Carl Barks (Anders And)
- Charles M. Schulz (Radiserne)
- Hergé (Tintin)
- Storm P (Peter og Ping)
- Albert Uderzo (Asterix)
- Jean Giraud (Blueberry)
- Peter Madsen (Valhalla)
- Ivar Gjørup (Egoland)
- Garry Trudeau (Doonesbury)
- Jim Davis (Garfield)

### Tegnere af humoristiske enkelttegninger
Aviserne fik succes med at bringe karikaturtegninger: Små enkeltstående tegninger, som var mere eller mindre ordløse kommentarer til dagens hændelser eller portrætteringer af offentligt kendte. De er ofte udført med humor, og de blev derfor udbredt. Der blev lavet selvstændige blade og bøger helt eller delvist med de tegninger som Hudibras og Svikmøllen i Danmark. De humoristiske tegninger kan være lige så sprængfarlige som andre kunstformer. Det blev tydeligt for mange i forbindelse med Muhammed-tegningerne i 2005-2006.
Eksempler på tegnere i denne genre:
- Klaus Albrectsen[1]
- Per Marquard Otzen
- Roald Als
- Herluf Bidstrup
- Bo Bojesen
- Franz Füchsel
- Jens Hage
- Gary Larson
- David Levine
- Anne-Marie Steen Petersen

### Tegnefilmstegnere
Filmverdenen har også haft tegnere i mange år. Skelsættende i udviklingen af tegnefilm var Walt Disney Company, som i midten af 1920'erne så småt begyndte at udvikle sig. Walt Disney selv og Ub Iwerks var de første tegnere her, og med figuren "Mickey Mouse" startede de, hvad der senere skulle blive en af de største underholdningssuccesser i verden, nemlig Disney-tegnefilmene. De første år var der tale om korte film, som flere andre studier tog fat i produktionen af, men med langfilmen Snehvide og de syv små dværge med premiere i 1937 brød Walt Disney Studios de hidtidige grænser for tegnefilm.
Siden har tegnefilmene været et fast programpunkt på filmrepertoiret, og med computeranimationens gennembrud med Toy Story er der endnu større efterspørgsel efter gode tegnere, såvel med traditionel teknik som med computererfaring.
Tegnefilm er udbredt over det meste af verden, og der findes mange fremragende tegnere i for eksempel Østeuropa; de var specielt i tiden før jerntæppets oftest ret ukendte. Japansk tegnefilm er med anime-stilen gået sin sejrsgang over det meste af verden inden for de seneste par årtier med blandt andet Pokémon-universet. Også i Danmark har der været lavet tegnefilm, især fra slutningen af 1960'erne.
En bredere betegnelse er animator, der ud over tegnere også omfatter dem, der laver dukkefilm og lignende.
Følgende tegnere er de kendteste tegnefilmstegnere:
- Tex Avery (skaber af figurerne "Daffy Duck" og "Snurre Snup")
- Walt Disney (skaber af "Mickey Mouse" og "Anders And")
- Stefan Fjeldmark (hovedmand bag den danskproducerede tegnefilm Asterix Og Vikingerne)
- Max Fleischer (skaber af "Betty Boop" og "Skipper Skræk")
- Matt Groening (skaber af "The Simpsons")
- Hanne Hastrup (skaber af "Cirkeline")
- Jannik Hastrup (skaber af den prisbelønnede tegnefilm Bennys Badekar)
- Walter Lantz (skaber af "Søren Spætte")
- Hayao Miyazaki (en af skaberne af anime-stilen)
- Akira Toriyama (Dragon Ball og Dr. Slump)

## Tegnere i industrien
En tegner kan findes i mange brancher. En arkitekt tegner bygninger, landskaber etc., og heri indgår af og til et stærkt kunstnerisk element. En teknisk designer/teknisk tegner fremstiller tegninger af mere bunden karakter af tekniske emner, og arbejder bl.a. i kommunernes tekniske forvaltninger, hos entreprenører og landinspektører, i ingeniør- og arkitektfirmaer og i virksomheder inden for bygge-anlæg, konstruktion, elektronik-, proces-, maskin- og værktøjsindustri. 

## Teknologi til tegnere
Traditionelt har tegnere af alle typer brugt kridt, penne, blyanter og så videre, men med computernes forøgede kapacitet og forbedrede skærme begyndte de op gennem 1970'erne at anvende computere til tegneopgaver. Der findes et hav af mere eller mindre specialiserede tegneprogrammer. Specielt til teknisk tegning bruges programmer som CAD – Computer Aided Design.